# 150er Tux
| 150er Tux                | 150er Tux                              |
| ------------------------ | -------------------------------------- |
| Talstation der 150er Tux |                                        |
| Standort:                | Tirol, Österreich                      |
| Bauart:                  | 150-ATW                                |
| Baujahr:                 | 2001                                   |
| Berg:                    | Wanglspitze                            |
| Talstation:              | Horbergtal , 1716 m.                   |
| Bergstation:             | Wanglspitze , 2425 m.                  |
| Höhendifferenz:          | 709 m                                  |
| Streckenlänge:           | 1799 m                                 |
| Fahrdauer:               | 3,6 min                                |
| Fahrgeschwindigkeit:     | 12 m/s                                 |
| Anzahl der Gondeln:      | 2 Stk.                                 |
| Anzahl der Stützen:      | 1 Stk.                                 |
| Kapazität:               | 1750 Pers./Stunde                      |
| Hersteller:              | Doppelmayr                             |
| Betreiber:               | Zillertaler Gletscherbahn GmbH & Co KG |
| Website:                 | Hintertuxer Gletscher                  |
| Anmerkungen:             | Zweitgrößte Pendelbahn Österreichs     |

Die 150er Tux ist eine knapp zwei Kilometer lange Luftseilbahn in den Tuxer Alpen, die sich im Schigebiet Zillertal 3000 befindet.

## Technische Daten
Bei der 2001 von Doppelmayr errichteten 150er Tux handelt es sich um eine sogenannte Pendelbahn, mit deren Kabinen bis zu 150 Personen befördert werden können. Die Talstation der Bahn liegt nahe der Mittertrett-Alm in einer Höhe von 1716 Meter, ihre Bergstation befindet sich auf dem Gipfel der Wanglspitze in einer Höhe von 2420 Metern. Die Distanz zwischen diesen beiden Stationen beträgt 1799 Meter, die die Seilbahn in 3,6 min mit einer Maximalgeschwindigkeit von 12 m/s bewältigt. An der steilsten Stelle weist die Bahn dabei eine Neigung von 74 Prozent auf.
Die 150er Tux ist nach der Ahornbahn die zweitgrößte Pendelbahn Österreichs.

## Bilder

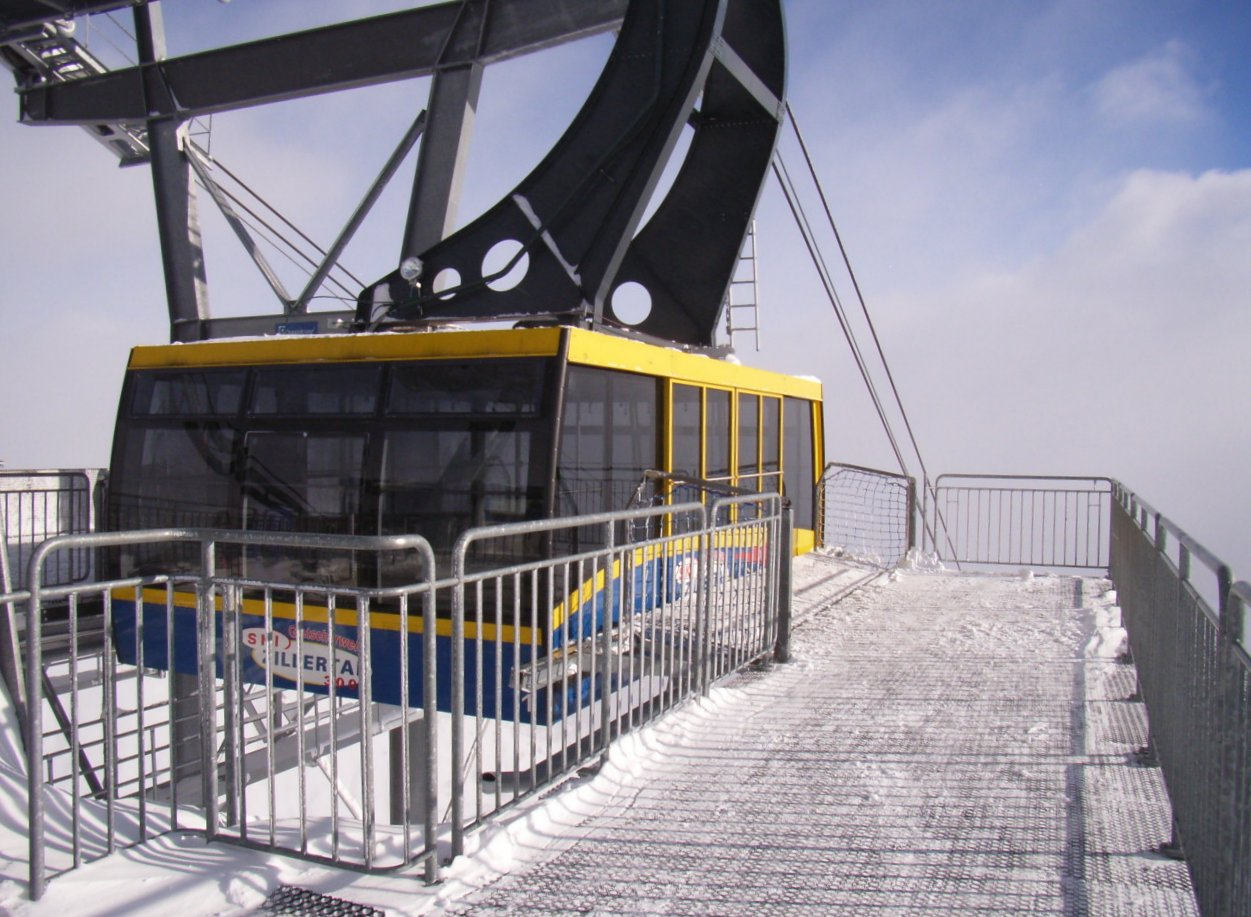
Eine Kabine der Seilbahn auf der Bergstation
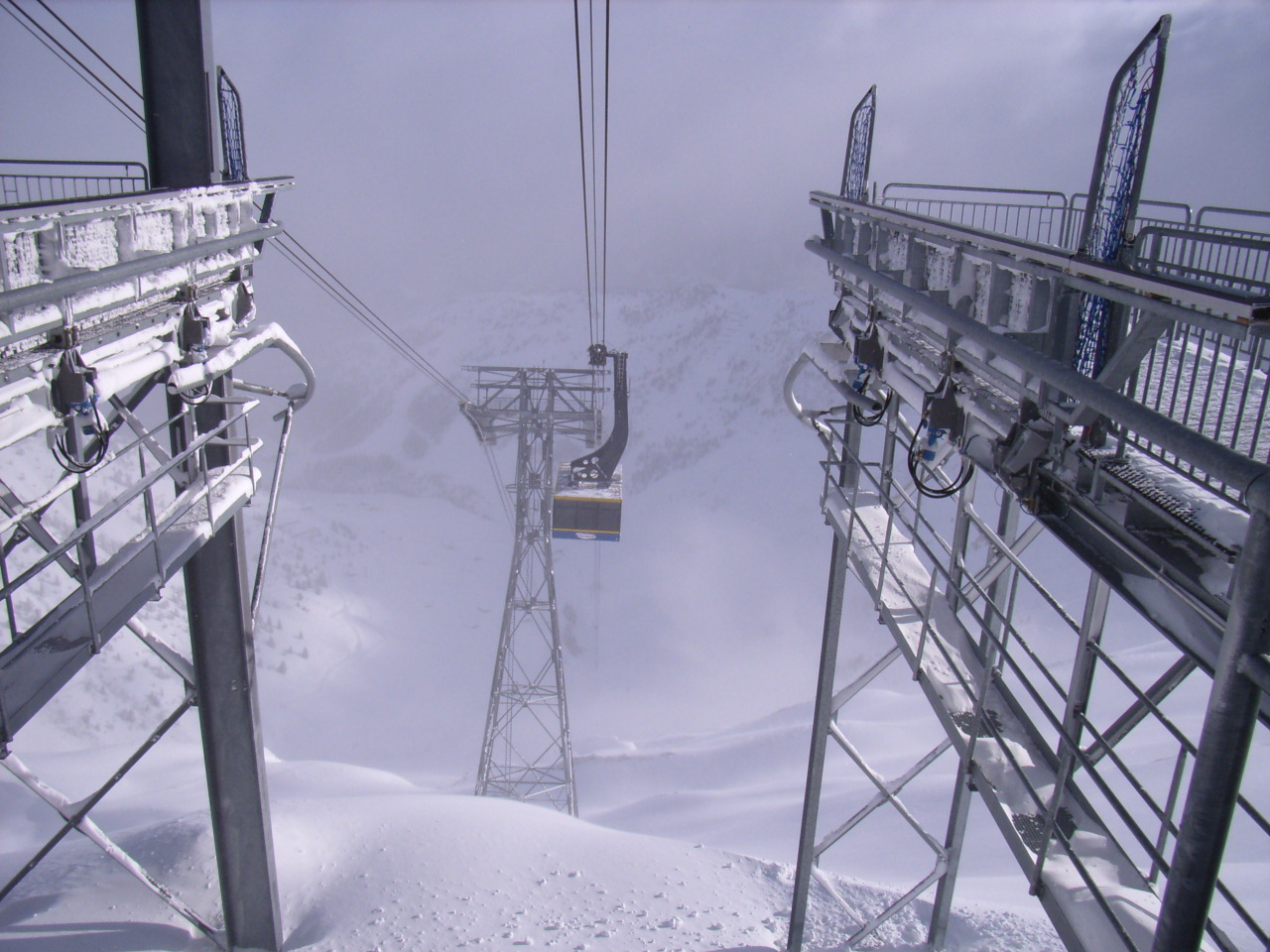
Blick von der Berg- in Richtung der Talstation
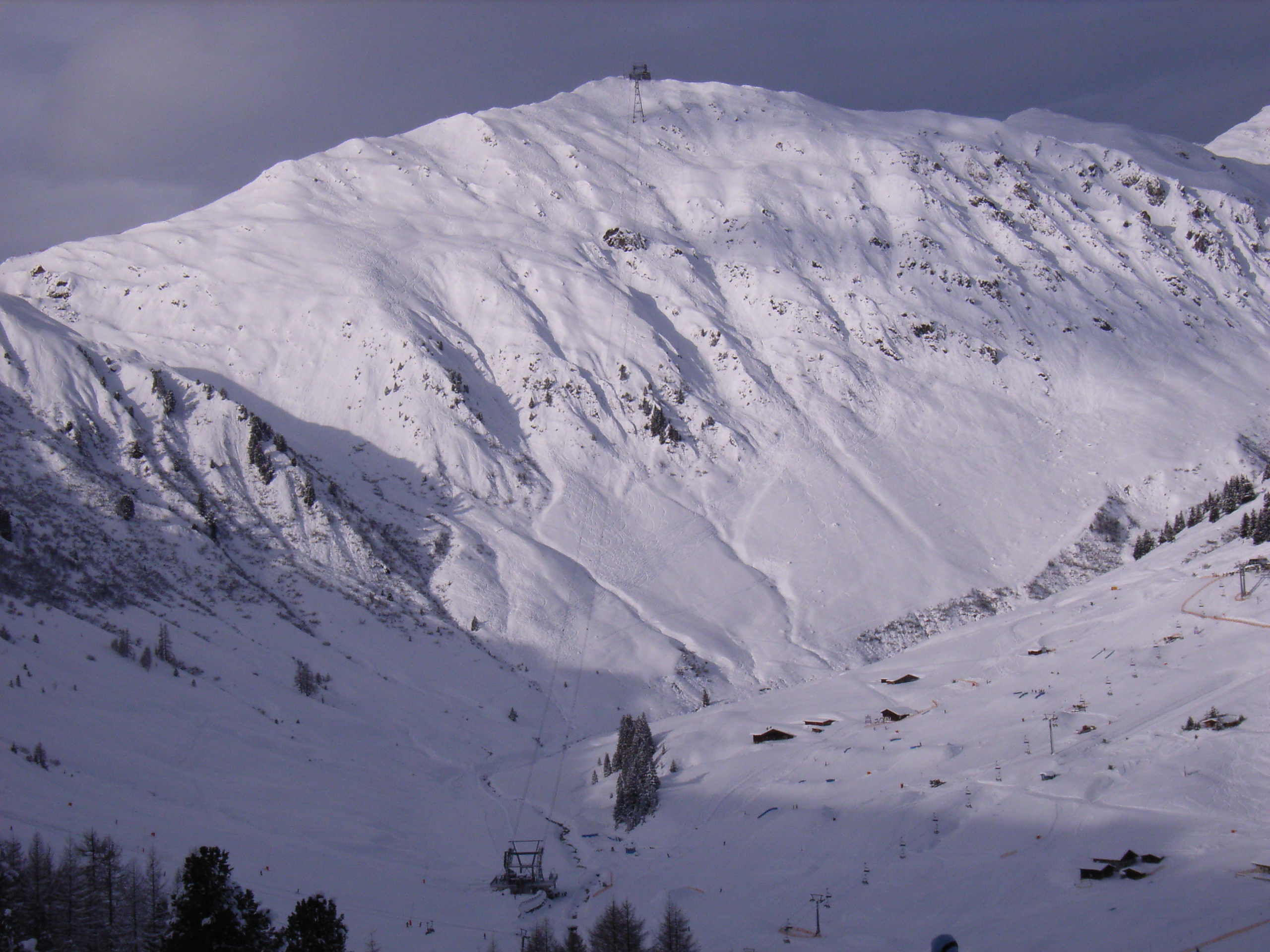
Die Bahn vom Nordhang des Penken her gesehen
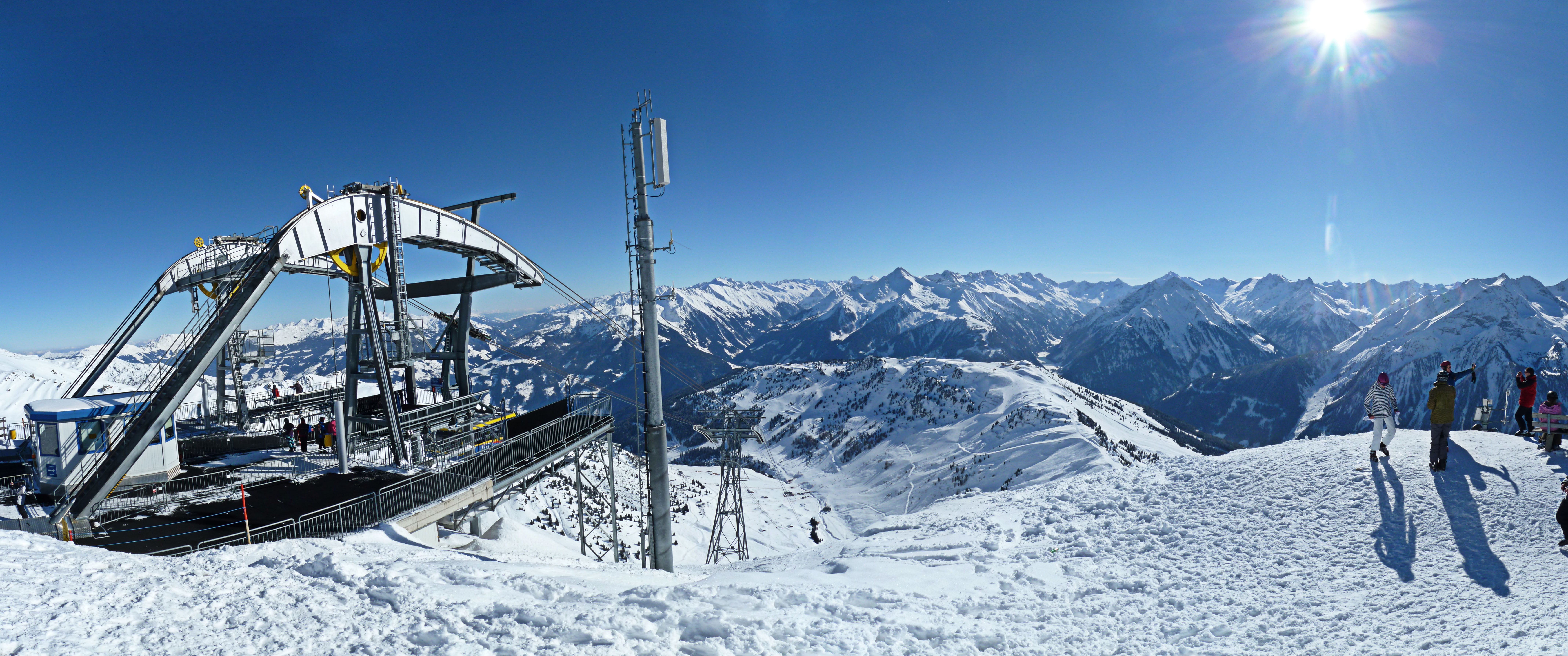
Blick von der Wanglspitze nach Osten, mit der Pendelbahn und Aussicht ins Horbergtal.
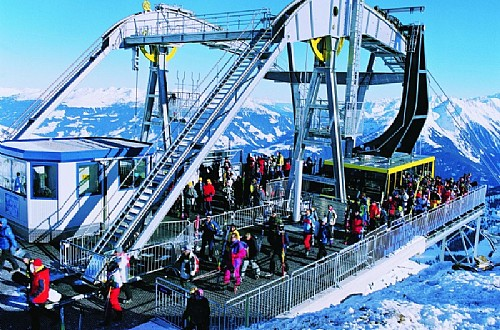
Die Bergstation der 150er Tux
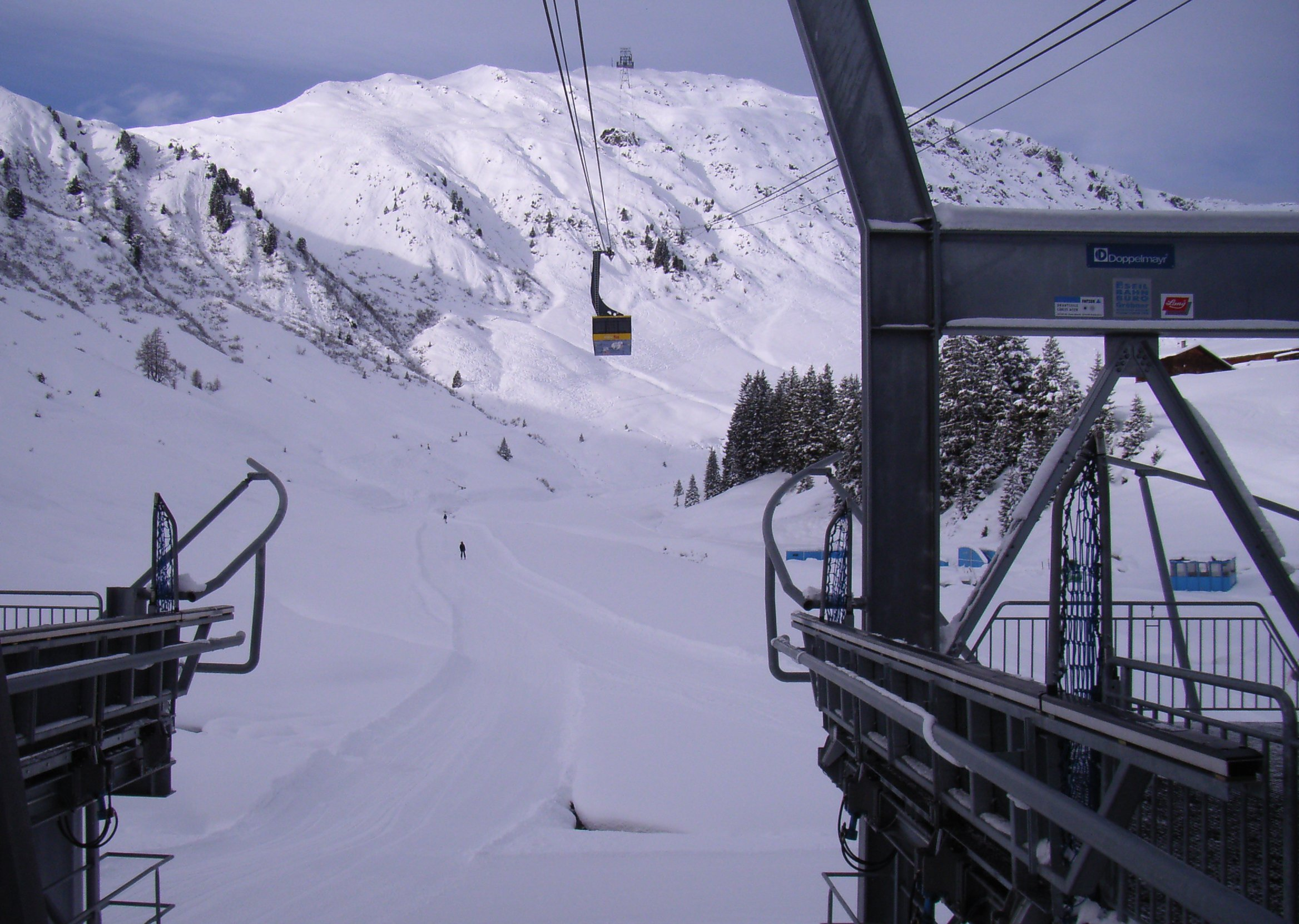
Blick aus der Talstation zur Bergstation